# Make a Move (álbum)
Make a Move é o quinto álbum de estúdio do cantor e compositor Gavin DeGraw, lançado em 15 de outubro de 2013 nos Estados Unidos pela RCA Records

## Singles
O primeiro single do álbum, "Best I Ever Had", foi lançado em 18 de junho de 2013. Foi escrito por Gavin e Martin Johnson do Boys Like Girls. O single alcançou a 28ª colocação na Hot Adult Contemporary Tracks. A faixa foi interpretada por George Horga Jr. e Juhi no "The Battle rounds" da 5ª temporada do programa The Voice.

## Lista de Faixas
| N.º | Título                   | Letras                                              | Produtores                       | Duração |  |
| 1.  | "Best I Ever Had"        | Gavin DeGraw, Martin Johnson                        | Johnson                          | 3:46    |  |
| 2.  | "Make a Move"            | DeGraw, Benjamin Levine, Daniel Omelio, Ammar Malik | Benny Blanco, RoboPop            | 3:17    |  |
| 3.  | "Finest Hour"            | DeGraw, Ryan Tedder                                 | Tedder, Noel Zancanella          | 3:32    |  |
| 4.  | "I'm Gonna Try"          | DeGraw, David Hodges                                | Butch Walker                     | 3:45    |  |
| 5.  | "Who's Gonna Save Us"    | DeGraw, busbee                                      | busbee, DreZa                    | 3:14    |  |
| 6.  | "Everything Will Change" | DeGraw, Johnson                                     | Johnson                          | 3:47    |  |
| 7.  | "Need"                   | DeGraw, Tedder                                      | Tedder, Zancanella               | 3:47    |  |
| 8.  | "Heartbreak"             | DeGraw, Chris DeStefano                             | Walker                           | 3:29    |  |
| 9.  | "Every Little Bit"       | DeGraw, Julian Emery, Jim Irvin                     | Emery                            | 3:36    |  |
| 10. | "Different for Girls"    | DeGraw, Kevin Rudolf                                | Rudolf, Alex Bilo, Jeff Halatrax | 3:40    |  |
| 11. | "Leading Man"            | DeGraw, Rudolf                                      | Rudolf                           | 2:56    |  |